# Maid of England
La Maid of England fu l'ultima nave mercantile a vele quadre costruita nelle province marittime del Canada.

## Storia
La nave mercantile a vela Maid of England fu costruita costruita a Gross Coques, nella contea di Digby, in Nuova Scozia nel 1919 da Omer Blinn per conto della compagnia marittima F.K. Warren Limited. Il suo numero ufficiale era 141573. Il dislocamento lordo iniziale era di 751 tonnellate, la lunghezza di 174,7 piedi, la larghezza di 37,6 piedi e il pescaggio di 15,2 piedi. Disponeva di un ponte, era costruita con abete rosso e pino, e dotata di un armamento velico su tre alberi, un albero di trinchetto armato quadrato, uno a centro nave e uno all'estremità poppiera della nave, motivo per cui è classificata come goletta. Ultima delle poche navi commerciali canadesi a trasportare un armo quadrato, realizzata da anziani e abili carpentieri navali, apparve per la prima volta nel registro del Lloyd nell'edizione 1920-1921. Poiché l'era della vela stava per concludersi quando venne costruita la Maid of England, il modello in scala della nave utilizzato fu intagliato da W.R. Huntley (un costruttore navale di Parrsboro) e poi utilizzato come rappresentazione per la costruzione della Cumberland Queen, in seguito costruita da Robinson & Pugsley a Diligent River nel 1919.
La Maid of England prestò servizio per la compagnia F.K. Warren per nove anni, e poi fu abbandonata in mare, nell'Oceano Atlantico, nel 1928. 
F.K. Warren possedeva un certo numero di navi e aveva fondato una propria compagnia di navigazione marittima nel 1896, ad Halifax, Nuova Scozia. Tra la sua flotta in continua crescita, Warren possedeva anche Earle VS, la Martha Parsons, la Emily Anderson (abbandonata in mare nel 1919), e la Maid of Scotland, che fu affondata in una collisione.

### Annotazioni
1. ↑  Queste specifiche erano cambiate in un peso lordo di 690 tonnellate nel registro del Lloyd nel 1923-24.

### Fonti
1. 1 2 3 4 5  Armour, Lackey 1975, p. 208.
2. ↑  Armour, Lackey 1975, pp. 208-209.
3. 1 2 3 4  Lloyd's Register of Shipping 1922 Sailing Vessels 1922, p. 1921.
4. ↑  Museum.
5. ↑  Paters 2007, p. 59.
6. ↑  Parker 1976, p. 109.
7. ↑  Parker 1976, p. 162.